# Distrito de Chocope
El distrito de Chocope es uno de los ocho que conforman la provincia de Ascope, ubicada en el departamento de La Libertad en el Norte del Perú.
Desde el punto de vista jerárquico de la Iglesia católica forma parte de la arquidiócesis de Trujillo.

## Historia
Fundada la ciudad de Trujillo, repartidos los solares urbanos a sus primeros vecinos españoles, se repartió las tierras y los indios a los encomenderos.
Al español Diego de Mora le tocó el Valle de Chicama, el Valle de Chimo y el Puerto de Huanchaco. Esto se produjo en marzo de 1535.
Diego de Mora arribó al Valle de Chicama, ese mismo año, y no bien lo hizo instaló el primer trapiche de moler caña, así como en cultivarla en su hacienda denominada Trapiche de Chicama, de 133 fanegadas de extensión, trabajadas por 29 negros esclavos que producían 1200 arrobas anuales de azúcar.
Tres años después, el 29 de abril de 1538, al darse cuenta de la generosidad de estas tierras, fundó la ciudad de Chocope, con el nombre de “San Pedro y San Pablo de Chócope”
Durante la colonia la vida de Chocope discurrió dentro de un marco afortunado; pues, el carácter de sus pobladores estuvo relevado por un acendrado espíritu religioso.
Fue considerado como distrito en la Ley del 2 de enero de 1857, en el gobierno del Presidente Ramón Castilla.

## Geografía física

### Límites
- Por el norte: Distrito de Paiján y Ascope.
- Por el sur: Chicama.
- Por el este: Ascope y Casa Grande.
- Por el oeste: Magdalena de Cao.

### Clima
Chocope, por ocupar la parte baja del Valle de Chicama, tiene un clima templado, teniendo bien marcadas las estaciones de invierno y verano. Su temperatura varía entre los 20 y 22 °C, las lluvias se dan en forma esporádica, lo cual demuestra que también sufre sequías, como las de 1968 y 1977, las cuales comprometieron la producción de la caña de azúcar y de los productos de pan llevar.

### Relieve
El distrito, presenta un relieve accidentado, su mayor parte es llana. Los suelos situados al pie de los cerros son eriazos y suman un total de 3,472 ha, tierras que el hombre trata de convertirlas en áreas cultivables, tiene solamente dos cerros; Mocollope y Santa Ana, aparte de ciertas elevaciones de tierra con rocas en medio de los campos cañaverales. Por ser costeño su suelo es de un color pardo agrisado y es de origen aluviónico, por estar formado por sedimentos transportados por el río.

### Hidrografía
Sus tierras son irrigadas por las aguas del Río Chicama, la misma que es conducida por una serie de acequias, entre las principales tenemos; Yalpa, El Sanjón y Paiján, también, se usan las aguas subterráneas, las mismas que son sacadas por medio de bombas sumergibles, que combinadas con las aguas del río, se lucha titánicamente por irrigar 13,894 ha, las mismas que están sembradas con caña de azúcar, árboles frutales y productos de pan llevar. Las áreas de terreno bajo riego ascienden a 12,250 ha y las de secano a 1,094 ha, la lucha es tenaz y persistente contra la aridez.

## División administrativa
El territorio del distrito de Chocope, está dividido administrativa ypolíticamente de la siguiente manera:
Chocope
Se encuentra ubicada en todo el centro del Valle Chicama, de allí la expresión muy conocida por propios y extraños: ciudad corazón del Valle Chicama. Se encuentra ubicada a una distancia de 34 km, al norte de Trujillo, para llegar a ella se usa como vía de comunicación una carpeta asfáltica (carretera Roosvelt o Panamericana) la misma que atraviesa al valle, en medio de una mar de grandes campos sembrados con caña de azúcar y de productos de pan llevar. Esta vía de comunicación atraviesa las localidades de Chicama, Chocope y Paiján, y por un costado a los centros poblados de Chiclin, Sintuco Careaga Mariposa Leiva, Chuin y La Arenita. Antes de hacer su ingreso a Chocope, se pasa por un by-pass, obra construida a un costo de 3 500 000,00 Soles oro, en el año 1966, por la compañía Graña y Montero S.A. por encargo de la Empresa Agrícola Chicama Ltda.
Farias
Es una zona geográfica muy importante de la Cooperativa Casa Grande, se encuentra ubicada en la parte suroeste de la capital del distrito. Sus tierras están sembradas en su totalidad con caña de azúcar, asimismo, es necesario resaltar las instalaciones y la pista de aterrizaje de su aeropuerto, que le da una excelente expectativa para el futuro del Distrito y del Valle Chicama, respectivamente. Según el historiador, Don Miguel Feijoo, durante el año 1755, su población es de 3456 habitantes figuraba como dueño, Don José Amaya Herrera, posteriormente la familia Lizarzaburu adquirió la propiedad, manifiesta también que por el año 1882, el dueño de Farias y Tutumal fue don Santos Araujo quien compró la propiedad a Don José María de Lizarzaburu.
Sintuco
Ubicado al sur de Chocope, es un pueblo netamente agrícola, que hasta 1991, pertenecía a la Cooperativa Agraria Azucarera Cartavio. Hoy actualmente los pobladores están labrando su propio futuro, se dedican al cultivo de caña de azúcar.
La Constancia
Población que se dedica a la agricultura por depender de la C.A.A. Casa Grande, se encuentra ubicada al noreste de la capital del distrito. En sus tierras se encuentran ubicadas las instalaciones de una moderna e higiénica granja de porcinos, en el sector “Las Viudas”, hasta octubre de 1991 sembró peces de las especies carpas, tila pías y camarones, productos que fueron utilizados en la alimentación de los pobladores.
Mocollope
Centro poblado de ascendencia piurana, está ubicado al sur de Chocope, presenta una entrada similar a la de Casa Grande, dos hermosas filas de frondosos Ficus, la misma que fue la antigua entrada, desde la carretera panamericana, hacia Ascope, Roma, Sausal, Casa Grande y Anexos, en su territorio se encuentran las instalaciones del Polígono, así como una de las ruinas más importantes del valle Chicama, La huaca “El Palacio“. Por el año1755, el propietario de Mocollope, fue don José Alfonso Lizarzaburu, el mismo que era dueño también de las haciendas la Viña y Santa Ana.
Mariposa Leiva
Enclavada al pie de la carretera Panamericana Norte, entre Chocope y Paiján, en pleno cruce con la carretera Industrial de la Cooperativa Casa Grande, que la cruza de este a oeste. Es un pequeño centro poblado de pocas casas cuyos escasos habitantes dependen económicamente de Casa Grande, se asemeja a un oasis pero rodeado de caña de azúcar.
Lache
Considerada por muchos años como el huerto de Casa Grande, abundaban árboles frutales como guayabas, ciruelas criollas y chilenas respectivamente, entre otras especies. Su primer propietario fue don Juan Bautista Rebalto de Lecca-Colona y Milán, quien incorpora este bien conjuntamente con las haciendas de Licape y Cerro Prieto al Mayorazgo que establece en Trujillo en 1610; a mediados del XVIII, la poseyó don José Alejo de Lecca-Colona y la Vega, y éste la oblò a la Real Justicia, por no poder satisfacer los censos impuestos. Hoy en día Lache, tiene mucha importancia porque allí funciona la Escuela de Educación Especial, la misma que alberga entre 40 a 50 alumnos excepcionales.
Los Molinos
Ricas tierras consideradas hoy en día como la despensa de alimentos del Valle Chicama, La historia de estas tierras, están ligadas a las vicisitudes de Casa Grande, debido a que es un anexo de la Cooperativa. Los Molinos comprenden a; Molino Cajanleque, Molino Chocope y Molino Larco. Según  Miguel Feijoo, en 1755, la hacienda trapiche Cajanleque ubicada a media legua del pueblo de Chocope, perteneció a Andrés Zanz. Tenía 316 fanegadas de tierra con 35 negros y negras, entre grandes y pequeños, quienes labraban 2,000 arrobas de azúcar. El 4 de diciembre de 1878, pasó a propiedad de Juan Susoni.
Nota: actualmente Casa Grande, ya no pertenece políticamente a Chocope porque fue convertido en Distrito.

## Autoridades

### Municipales
```
 (2020 2021 ) Carlos Alfredo Alza Moncada
```

- 2015 - 2018
  - Alcalde: Rolando Rafael Luján Meléndez, del Partido Movimiento Regional para el Desarrollo con Seguridad y Honradez
  - Regidores: Lorenzo Herrera Gamarra, Hellen Sánchez Pérez, Juan Carlos cueva alayo, Segundo Quispe Quiroz, Sugheyt Valderrama Rojas (PAP).
- 2011 - 2014[2]
  - Alcalde: Carlos Alfredo Alza Moncada, del Partido Aprista Peruano (PAP).
  - Regidores: Sergio Pretell Villa (PAP), María Del Carmen Milagros Meléndez Justiniano (PAP), Roberto Eladio Cáceda Paredes (PAP), Segundo Marcelino Abanto Narro (PAP), Salome Washington Bautista León (Partido Popular Cristiano).[3]
- 2007 - 2010
  - Alcalde: Héctor Ricardo Bocanegra Arbulú, del Movimiento Más Acción.

### Policiales
- Comisario:  PNP.

### Religiosas
- Arquidiócesis de Trujillo[4]
  - Arzobispo de Trujillo: Monseñor Héctor Miguel Cabrejos Vidarte, OFM.[5]
- Parroquia
  - Párroco: Pbro.  .

## Educación
Chocope, en el aspecto educacional fue la primera ciudad de la provincia de Asope en contar con un Centro de Estudios Superiores, que lo ubicaron a la altura de las grandes ciudades del país. Así, tenemos en el nivel inicial, al jardín infantil # 254 CEI Santa Teresita del Niño Jesús; en nivel primario la escuela Josefina Gutiérrez Fernández CE Particular Mixto San Juan de la Cruz; en secundaria el colegio nacional mixtoJesús Nazareno, colegio particular mixto San Juan de la Cruz y el colegio particular no escolarizado Santiago Antunez de Mayolo.
En el nivel superior, destaca el Instituto Superior Tecnológico Estatal Luis Alberto Sánchez el mismo que brinda las carreras de Agropecuaria, Enfermería Técnica, Mecánica de Producción, obstetricia, Computación e Informática y Contabilidad. Funciona desde 1986. En los demás pueblos funciona una escuela. También existe un C.E.O. “Santa Rosa”, con más de 18 años de funcionamiento (el primero en el Valle Chicama).
Posteriormente por los años 2006 se consolidó la primera academia Preuniversitaria "Euclides" que en años anteriores venían enseñando un grupo de profesionales y estudiantes de la distinga UNT.

## Salud
En lo que se refiere a la prevención de la salud, Chocope, cuenta con una posta además del Hospital EsSalud (anteriormente Instituto Peruano de Seguridad Social - IPSS), el mismo que es el mejor equipado en todo el Valle Chicama. La zona Inspectiva del EsSalud, que controla también a los trabajadores de Pacasmayo y Chepén, la misma que anteriormente se encontraba ubicada en el antiguo local del club de Leones, actualmente funciona en un ambiente exprofesamente acondicionado dentro de las instalaciones del Hospital Chocope II, a un costado de la entrada de emergencia. En los diferentes Centros poblados de su jurisdicción funciona una Posta Médica.

## Deporte
Es una actividad practicada por la mayoría de los pobladores, en sus diferentes disciplinas, así, tenemos que en fútbol, sobresalieron Manuel Díaz Martínez y Don Francisco “Panchito” Ullón, quienes vistieron además de las sedas de equipos chocopanos, la gloriosa Chompa del Alfonso Ugarte de Chiclín, más conocido como los Diablos Rojos; Carlos “Garifo” Del Carpio Gonzáles, es otro Chocopano que vistió la camiseta del Alfonso Ugarte, se desempeñó como arquero de muy buena actuación. De la nueva generación tenemos a Carlos “Papelito” Paredes, Jaime “Ticho” Ortiz, Jhonny "Mudo" Aponte, Segundo “Chuco” Moncada, Fernando “Chino” Alvarado y Víctor “Centavito” Cipiran, entre otros. El Vóley, brillo con luz propia, Carmela Cabanillas Ruiz, Petronila Costa, así como las hermanas “Chona y Maleco” Bocanegra Zapata. De la última generación de voleybolistas podemos mencionar a Isabel “China” Alvarado, “Nena”, Matilde “Negra ” Zúñiga, María de los Santos y María “China” Cabel. En Básquet, sobresalió; María “Marita” Franco Gómez, quien jugó en el club Recreo de Trujillo y en la Preselección Nacional de Básquet. Actualmente el único equipo que milita en la Liga de Fútbol de chocope el equipo del pueblo el inolvidable “Luis José Carrascal”.

## Actividad económica

### Agricultura
Es la principal actividad económica del distrito. La tierra es sin lugar a dudas en donde el hombre, con el apoyo de maquinarias agrícolas logra cultivar una serie de productos, que son industrializados -según los casos- otros son vendidos directamente. El chocopano demuestra mucho apego al trabajo de la tierra desde tiempos remotos. Hoy en día, hay personas que se dedican al cultivo de caña de azúcar la misma que es vendida a la cooperativa Casa Grande, los productos de pan llevar como el arroz, maíz amarillo, tomate, camote, yuca, alfalfa y árboles frutales, son puestos a disposición del público de la provincia de Ascope y de Trujillo. Las tierras son irrigadas con aguas del río Chicama y del subsuelo. ( pozos)

### Ganadería
Es una actividad muy poca practicada por los chocopanos, en este rubro sobresale la Cooperativa Casa Grande, la cual se ha dedicado a la crianza de ganado vacuno, cabrío y porcino, los cuales son usados para el consumo propio, así como de los pobladores. Es importante señalar también la cría de ganado caballar, especialmente en Casa Grande, la cría de los famosos caballos de paso peruano, son utilizados en el trabajo de campo y en exhibiciones. Como participantes en certámenes nacionales y regionales, la mayoría de los corceles de Casa Grande han logrado coronarse campeones, obteniendo sendos premios que lo conserva con mucho orgullo. Es necesario mencionar que los pobladores se dedican a la crianza de aves de corral, ganado porcino, lanar y cabrio y lo hacen en sus propios domicilios o huertas como sucede en los pobladores de los Molinos.

### Pesca
Las acequias madres y el río Chicama que corresponden al distrito de Chocope, nos brindan algunas especies de peces y camarones que abastecen medianamente el consumo local. La pesca es una actividad muy antigua en el distrito de Chocope y gran cantidad de pobladores se dedican a esta actividad, pero, más que nada como deporte.

### Minería
En el reino mineral el distrito de Chocope, no es muy importante, sin embargo, podríamos mencionar como único recurso a la arena, que se encuentra en gran cantidad en el río Chicama.

### Industria
En este rubro podemos mencionar a las siguientes: la industria azucarera, impulsada por la Cooperativa Agraria Azucarera Casa Grande. La industria alcoholera, promovida por Casa Grande y ANDESA. Ambas funcionan dentro del perímetro de la fábrica. Es necesario mencionar que durante el gobierno del Ing. Pedro Alva Q. quien era en ese entonces Presidente del consejo de Administración de la Cooperativa, concretizó el ansiado proyecto de los casagrandinos, de contar con su propia destilería. La industria editorial representada por las imprentas; “Hermanos Cortéz”, “De la Cruz”, “Obando”, “Americana” y “Bazán”.

### Comercio y banca
El comercio se ejecuta de dos maneras; al por mayor el que se realiza entre los comerciantes y al por menor, realizado entre el comerciante y el consumidor. El comercio recibe apoyo financiero de las agencias bancarias como son el Banco de la Nación, la Cooperativa de Crédito “San Isidro”, la “Caja Municipal” y el Banco Continental. Es de mencionar que ya en décadas pasadas existieron en la jurisdicción del distrito, el Banco Popular del 'denominado imperio Prado' (situado en la casona del exalcalde y hacendado Abel Rodríguez Pretel, ubicada en la plaza de Armas), el Internacional, el Nor Perú y luego Bancoop.